# آنجلا ماریا
آنجلا ماریا  (به انگلیسی: Angela Maria؛ ۱۳ مهٔ ۱۹۲۹ – ۲۹ سپتامبر ۲۰۱۸) که با نام هنری آبلیم ماریا دا کونا نیز شناخته می‌شود، خواننده و بازیگر برزیلی بود. وی در سال ۱۹۵۴ به عنوان «ملکهٔ رادیو» انتخاب شد و محبوب‌ترین خوانندهٔ آن دهه در برزیل به حساب می‌آمد.

## درگذشت
ماریا در ۲۹ سپتامبر ۲۰۱۸ در سن ۸۹ سالگی بر اثر ایست قلبی درگذشت.

## آهنگ‌شناسی
- ۱۹۵۵ - Rainha Canta
- ۱۹۵۶ - Sucessos de Ontem na Voz de Hoje
- ۱۹۵۶ - آنجلا ماریا آپرسنتا
- ۱۹۵۷ - Quando Os Maestros Se Encontram Com Angela Maria
- ۱۹۵۸ - Para Você Ouvir e Dançar
- ۱۹۶۲ - Incomparável
- ۱۹۶۲ - Canta Para o Mundo
- ۱۹۶۵ - Boneca
- ۱۹۶۹ - Quando a Noite Vem
- ۱۹۶۹ - Angela em Tempo Jovem
- ۱۹۷۰ - Angela de Todos os Temas
- ۱۹۷۵ - آنجلا
- ۱۹۸۰ - آپناس مولر
- ۱۹۸۲ - Estrelas da Cancão
- ۱۹۸۴ - سمپر آنجلا
- ۱۹۸۵ - آنجلا ماریا
- ۱۹۸۷ - آنجلا ماریا
- ۱۹۹۶ - آمیگوس
- ۱۹۹۷ - Pela Saudade Que Me Invade: Tributo A Dalva de Oliveira
- ۲۰۰۶ - Não Tenho Você